# 新明日報
《新明日报》是新加坡的一份中文晚报。这份报纸的创办人是香港小说家查良鏞（金庸），而內容故以娛樂影藝等為主。

## 歷史

### 源起
查良鏞早在1959年與沈寶新在香港創辦《明報》，以其武俠小說，以及中立的新聞立場，在香港及東南亞打響一定的知名度，而當時香港主要的報業集團，都會向海外發展開拓市場，例如《華僑日報》則到澳門創辦《華僑報》，《星島日報》則在澳洲、歐洲、加拿大創立海外版，查良鏞因為本身小說的知名度，也使他在東南亞具有一定市場，再者本身作為明報社評主筆的查良鏞，多次抨擊北京政府，查良鏞深恐中國收回香港及使到《明報》在香港的業務不保，故而萌生分散投資的構想，於是便和新加坡商人、斧標驅風油创始人梁润之於1967年3月18日在新加坡合辦《新明日報》。
開辦同年，中國的文化大革命就外延到香港引發六七暴動，由於《明報》的立場支持港府平息暴動，又經常發表社論譴責領導暴動的鬥委會搗亂香港及殺害無辜市民，《明報》成為左派媒體和暴動份子慾剷除的對象，查良鏞本人更「位列」左派暗殺名單的第二位，查良鏞因為在香港六七暴動中受到港共組織的死亡恐嚇及暗殺威脅，於是帶同家人離開香港到新加坡暫避。查良鏞在新加坡期間幾乎每個工作日都在《新明日報》上班，為這份中文報章打下基礎，《新明日報》銷量暢旺，並且在三個月後在吉隆坡創辦馬來西亞《新明日報》。
坊间误传，取名《新明日報》是取「新加坡的明報」之义，其实「新明」二字是从梁润之于新山创辦的《新生日报》及查良镛的《明報》各取一字组成。
因每逢周末入夜抢先报道马票开彩成绩及中奖号码，早年亦被称为「马票报」。
早期除了新聞資訊外，其餘的副刊、小說稿件，是由香港《明報》及新加坡、馬來西亞的《新明日報》三地共用，直到1971年新馬兩地《新明日報》正式分家。由於馬來西亞和新加坡兩地的政府分別于1972及1974年修改法例加強控制媒體，非本國國籍人士不得對本地報章持股超過百分之三及成為董事，查良鏞被逼退出新馬兩地的《新明日報》，兩家報社也各奔前程。

### 馬來西亞
1976年，馬來西亞《新明日報》被陈群川收購后，新明日報的发行量逐年持续增长。陈群川入主新明日报后雄心勃勃，八十年代初收购了英文亦果西报，并将原名The Straits Echo改名为The National Echo。当年有传闻指陈群川有意搞“报业王国”，收购亦果是继新明之后的第二步。
1981至1982年间，新明劳资进行着新的集体合约谈判。“5天半制”是劳资谈判的其中一个项目。合约談得很不顺利的主要两项就是关于薪水調整和工作天數。
工会要争取的工作天数是每周5天，因為所有非中文報早已采取每周工作5天的制度。許多工商界也落实5天制。可是，中文報却是“一報两制”：非編採部门每周工作5天半，編採部门则是6天制。( 6天制是每周有1天周假; 5天半制就是每2周有3天周假。) 
這種“一報两制”在中文報界中盛行很不合理，编採人员比其他部门员工每个月多工作2天，算起來每年多工作24天，等于比其他员工多做1个月，薪酬調整却没有相應增加。這是对编採部门的一種剝削/歧視。可是数十年來都没有人提出要纠正這種偏差歪象。
既然之前没人纠正这种偏差，新明日报新闻从业員职工会就开始採取主动積極在新合约谈判中争取。劳资谈判之初，代表资方的是总经理/人事經理/會計主任/总编辑等人，对工會的要求輕輕松松一口拒绝。和工會谈判的对手逐渐升级，最后由執行董事錢健全全權代表董事部处理。
錢健全纯英文教育出身，在企业界多年，是陈群川得力大将，口才一流，和他交锋，实非易事。談判時，其他服务条件/条文一步一步解决，就剩下工作天數和薪酬調整两项談不拢。
錢先生並非只负责新明的事，他在陈群川的琪琳集团中还有很多事要办，对新明劳资谈判的不能完成，很是不满。有一次只有他与新明新闻从业員职工会主席黄迪两人共乘电梯时，就指黄迪“浪费”他太多時間。黄迪回应说他不是代表自己，是代表新明员工们和资方談判。
事情的突破点出現在接下来的一个星期六下午。那天午后，钱先生突然回办公室，拨电叫黄迪上去。周六下午，行政部空空無人。他説董事部希望談判盡早完成，所以他要和工会主席“非正式”談談，因為在正式談判桌上，大家都只能堅持己見，而進行私下非正式商量，可能會找出一個方案。
两人谈來谈去，还是各持己見，最后，他说5天制不可能，因為涉及成本太高，報館负担不起。新明工会主席问他，新明当時已经收购进来“养”的英文亦果西報為何可以採用5天制？他们亏大本，待遇却好过新明多多，新明赚錢养他们，而新明员工们的待遇却差过他们，公平何在？况且新明只有编採部採用6天制，這是否一種偏差？
钱健全毕竟是個講道理的人，最后他说："工會可以讓步嗎?" 工会主席问他怎様讓步？他说: “5天绝对办不到，如果你退半天，我有把握可以说服董事部。” 工会主席问：“工會退半天，资方也退半天？5天半？” 他想一下，看着工会主席，随即点头。
钱健全随即和仍在琪琳集团总部的陈群川通电话，告诉陈群川他已经和工会主席達致“5天半制”协调，征求陈群川的意见。陈群川在那关键时刻，同意了劳资的协调。
工会主席拿起一张纸，要钱健全写下所同意的“5天半制”，然后两人签字作為凭据。劳资就這様達成協議，过两天的正式談判只是一種形式。
“5天半制”就這様纳入新明劳资合约里。其实工會虽然提議争取“5天制”，但是采取的是“取乎其上，得乎其中”的策略，工会能争取到“5天半制”，巳是一種突破。不只是新明的突破，而且也是中文報的突破。
后來不久，马来西亚各中文報编採部都向新明看齊，甚至改進為“5天制”。那么一次的密谈，对新明劳资双方，并对马来西亚多方华文報业，都积极体现了劳资的互相包容。此举也有开导各方的作用。
实际上，新明日報的发行量的高峰期就是在陳群川收購前后的整十年，甚至在新海峡时報接管时，報份销路仍然佔国内中文報第二位。
1986年，陳群川因新泛電事件而惹上官非，在新加坡被控及坐牢两年。他的马华公会总会长职因而被署理总会长林良实取代。直至2012年，新加坡退休主控官格林奈Glenn Knight 在其新书中承认错误提控陈群川，并形容这是一宗“政治冤案”及向陈氏道歉。
陈群川选择把新明脱手给新海峽時報，据悉是因为他深信只有恁藉新海峡时報的财力与物力，才能让新明生存下去。
新海峽時報属于马来西亚“舰队集团”(Fleet group)。“舰队集团”是马来西亚官方经营的“国营企业公司”。
据知NST接管新明时，条件之一是吸纳一笔2千万债务。除此之外，另一个脱售条件，乃是陈群川及新加坡股东仍然保留新明17％股权。
通过新海峡时報接管，并于董事部重组后，新明首次有了一位首席执行员(CEO)，他是新海峡时報的一名高层拿督Zakuan。据称他也是促成新海峡时報收购新明的最大功臣。
后来新海峡时報将新明日報改成小報(tabloid newspaper), 它的報份销售额就跌至四、五万份。轉型之后的新明日報，虽然版面同样是有全版廣告, 但是小報的廣告收入却比大報少了一半。因为小報的全版只是大報的半版，这點肯定影响廣告收入。它后来又从小報改回大報(broadsheet newspaper)。
之前由大改小时, 報份已跌一半。後來再由小改大, 報份又再次跌一大截。当新明日报即將停刊时，虽然已经恢复回原來的大報格式，然而報份销售额頹勢已经形成，最後在1996年2月7日停刊。

### 新加坡
新加坡的《新明日報》則一直經營著，自1982年起被《海峽時報》收購，作為同意（由人民行動黨政府主導）《南洋商報》和《星洲日報》共同收購時報旗下《新國家午報》的交換條件；到1987年新《新明》成為時報全資子公司。
现今的新明日报报头自1998年起启用，出自台湾书法家董阳孜手笔。
2021年9月，为了整合报业资源，新报业媒体信托候任主席许文远宣布《新明日报》将在同年12月与《联合晚报》合并，以集中资源提高《新明日报》的质量。
《联合晚报》每日报份销量一度超过16万份，后来急速下滑，低于每日4万份。面对传统纸媒市场受数码冲击萎缩以及新加坡华文媒体人才有限，《联合晚报》在2021年12月24日出版最后一期，从2021年12月26日起并入《新明日报》[3][4]。

## 参看
- 明報
- 新加坡报业控股
- 新加坡报章列表
- 联合早报
- 联合晚报

## 資料來源
1. ↑  . 眾新聞. 2017-05-03  [2021-10-01]. （原始内容存档于2019-10-09）.
2. ↑  . BusinessFocus. 2018-10-31. （原始内容存档于2023-05-19）.
3. 1 2  . 關鍵評論. 2018-11-09  [2023-06-20]. （原始内容存档于2022-07-17）.
4. ↑  . 東方網 馬來西亞東方日報. 2021-09-26  [2021-09-26]. （原始内容存档于2021-09-26） （中文（简体））.

書刊
- 《金庸與明報》，明報出版，張圭陽著。